# Волынский, Игорь Сергеевич
Игорь Серге́евич Волы́нский (1900, Санкт-Петербург — 23 сентября 1962, Москва) — советский и российский геолог, минеролог, минерограф, петрограф и петролог, профессор, доктор геолого-минералогических наук, заведующий кабинетом минераграфии ИМГРЭ, создатель новой системы микродиагностики рудных минералов, член Всесоюзного минералогического общества.
В 1964 году в память об Игоре Волынском был назван новый минерал волынскит,:105 обнаруженный его коллегами ещё при жизни учёного в шлифах Зодского золоторудного месторождения, по составу — сложный теллурид висмута и серебра.:139

## Биография
Игорь Волынский родился в Санкт-Петербурге, в семье потомственного Почётного гражданина города, коллежского советника, Сергея Сергеевича Волынского, в последние годы перед 1917 служившего в столичном департаменте общественных дел Министерства внутренних дел. Осенью 1916 года Игорь Волынский вместе со старшим братом Александром поступил в Морской кадетский корпус, где проучился почти полтора года, вплоть до закрытия учебного заведения большевистской властью в 1918 году. Организованно эвакуированный вместе с другими учащимися Морского кадетского корпуса в Малороссию, воевал на стороне белых в Вооружённых силах Юга России, а затем Русской Армии в 1-м Днепровском речном отряде вплоть до отступления в Крым, а затем — эвакуации. 26 сентября 1920 года ему был присвоен чин подпоручика по Адмиралтейству. После прекращения существования Днепровского речного отряда, с октября 1920 года Игорь Волынский продолжил прерванное в 1918 году обучение, став гардемарином Морского корпуса в Севастополе. Однако уже 14 ноября 1920 года вместе со всем Морским корупсом он был эвакуирован из Севастополя на линейном корабле «Генерал Алексеев» в Константинополь, а в декабре далее — в Бизерту.
После небольшого перерыва, во время жизни в Бизерте Игорь Волынский снова продолжил обучение и 19 ноября 1922 года окончил Морской корпус в изгнании с получением аттестата и звания корабельного гардемарина последнего выпуска корабельных гардемаринов русского флота в изгнании. Благодаря свободному знанию французского и английского языков эмигрировал во Францию и поселился в Париже, где в 1927 году окончил курс геологии и минералогии в Парижском университете (Сорбонна). Затем переехал в Латвию, а оттуда, спустя год после смерти брата, вернулся в СССР.
В советской геологии Игорь Волынский работал с 1930 года. Сначала он участвовал в разведке акутальных месторождений на Северном Кавказе и Северном Урале, в частности, на Турьинских медных рудниках и других региональных рудных разработках. К этому периоду (1931—1932 гг.) относятся первые печатные научные труды И. С. Волынского по изучению рудоносности контактовых месторождений меди на Северном Урале (опубликованы в трудах Турышской геологоразведочной базы и 4-й Всесоюзной конференции по цветным металлам).:5
С 1932 по 1948 годы с небольшим перерывом на время войны работал во Всесоюзном институте минерального сырья. Именно там, в лаборатории ВИМСа, под руководством известного российского и советского минералога и изобретателя, профессора Владимира Аршинова в 1933 года Игорь Волынский начал главные для своей жизни исследования в области методики определения минералов руд под микроскопом в отражённом свете. Научный руководитель всячески поддерживал новейшие методические и изобретательские изыскания молодого учёного и неизменно содействовал ему ценными библиографическими указаниями.
С начала войны Игорь Волынский получил бронь и был откомандирован в Грузинское геологическое управление, где проводил специальные работы, целью которых была экстренная мобилизация остро необходимых сырьевых ресурсов для нужд оборонной промышленности, а также народного хозяйства и развития экономики в целом. Одновременно преподавал в Тбилисском университете, на базе которого в начале 1943 года защитил кандидатскую диссертацию. Летом того же года вернулся в Москву, где продолжил прерванные работы в лаборатории ВИМСа, одновременно преподавая в Московском институте цветных металлов и золота им. М. И. Калинина на курсах повышения квалификации инженеров геологической и обогатительной специальности. Одновременно он с готовностью брался за общественную работу, вёл минералогические студенческие кружки и семинары для молождых специалистов. Кроме того, И. С. Волынский регулярно привлекался для официальных экспертных выводов и арбитражных заключений как в СССР, так и за рубежом, консультировал отечественные оптические заводы по выпуску новейшей оптической аппаратуры, особенно часто — в военное время. За активную работу во время войны Волынский был награждён Похвальным листом Комитета по делам геологии СССР при CHK CCCP.
К 1947 году пятнадцатилетние работы Волынского по новейшим методикам исследования минералов увенчались публикацией его главного труда: трёхтомного «Определения рудных минералов под микроскопом». Третий том вышел в июне 1949 года. Его основная тематика стала предметом успешной защиты И. С. Волынским докторской диссертации. В 1959 году трёхтомное пособие было переведено на китайский язык, а в 1960 — на польский.:7

Установленная И. С. Волынским впервые взаимозависимость ряда оптических свойств минералов в отражённом свете и проведённая на её основе разработка методов количественного определения главных констант сообщают минераграфической методике отсутствовавшие в ней раньше строгую научную обоснованность, стройность системы и полноту.
<...> Метод И. С. Волынского прогрессивен также потому, что заключает в себе возможность дальнейшего развития и определяет пути последующих методических усовершенствований. По сравнению с применявшимися ранее методами диагностического травления и качественных характеристик оптических свойств он обладает огромными преимуществами и представляет крупное достижение советской науки. Благодаря этому методу в области минераграфии мы далеко опередили зарубежную науку.:8-9— М. С. Безсмертная, «О научно-исследовательской и педагогической деятельности Игоря Сергеевича Волынского», 1965
В 1956 году на базе Лаборатории минералогии и геохимии редких элементов АН СССР был создан новый Институт минералогии, геохимии и кристаллохимии редких элементов (ИМГРЭ). Необходимость создания института напрямую вытекала из резко возросшего в послевоенные годы спроса на редкоземельные элементы, прежде всего, для новейших направлений военной промышленности и ядерной энергетики, а также прочих нужд развивающегося народного хозяйства. С первых дней работы нового института Игорь Волынский активно включился в его работу, напрямую связанную с основной темой его исследований. С 1956 года и до момента смерти он занимал должность заведующего кабинетом минераграфии ИМГРЭ. За три десятка лет работы Игорь Волынский стал известен как основатель советской школы минераграфии, автор нового метода определения рудных минералов в полированных шлифах и создатель нового научного направления в технологии обогащения руд.
Игорь Волынский скончался 23 сентября 1962 г. на 62 году жизни после скоротечной тяжёлой болезни. Похоронен на Новодевичьем кладбище Москвы (2-й участок).:131

## Научная деятельность

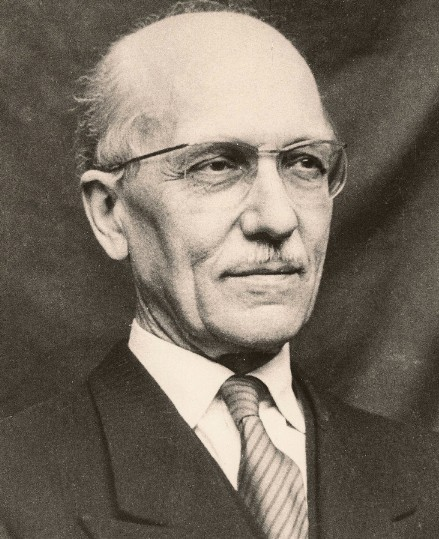
Орсель, Жан (1968)

Ещё во времена обучения в Сорбонне Игорь Волынский предельно отчётливо выбрал и очертил область своих будущих научных интересов и специализацию в минералогии: количественно точная микроскопическая диагностика на малых и очень малых образцах. В середине-конце 1920-х годов эта область минераграфии находилась в переходном кризисном состоянии. После важнейшего научного прорыва Кемпбелла, который в 1906 г. установил возможность определения непрозрачных (светопоглощающих) минералов с помощью микроскопа отражённого света, основным методом минераграфии стало диагностическое травление. Однако очень быстро ситуация стала изменяться в худшую сторону. Если в начале своего зарождения метод Кемпбелла сыграл важную роль в развитии рудной микроскопии, то уже к концу 1920-м годов, когда появилась более совершенная оптика и одновременно выросли требования к точности определения очень мелких включений, метод травления сначала кардинально потерял эффективность, а затем и окончательно изжил себя. Из числа различных методик в области количественных определений в микроскопии отражённого света И. С. Волынский считал наиболее перспективным методическое направление Жана Орселя, при каждом удобном случае неизменно подчеркивая, что относит себя к числу его учеников,:7-8 — несмотря на то, что они были почти свестниками (разница в возрасте составляла всего четыре года).
В отечественной науке и промышленности И. С. Волынский принадлежит к числу основоположников микроскопических методов изучения минералов в отражённом свете. В течение почти трёх десятков лет он был одним из ведущих и активнейших разработчиков и пропагандистов этого метода аналитической диагностики. Первые его самостоятельные работы в области минераграфических исследований относятся к 1931-1932 годам, времени его пребывания на Северном Урале. Особенности университетского обучения И. С. Волынского и позднейший опыт полевых и камеральных работ в полной мере определили его склонность преимущественно к лабораторно-исследовательской работе в области изучения свойств рудных минералов, а также разработки и совершенствования методов их определения. Собственно, этой специализации он и посвятил всю оставшуюся научную жизнь.:7
В 1933 году, едва поступив на работу во Всесоюзном институте минерального сырья, Игорь Волынский столкнулся с принципиальной нехваткой специального оборудования. Это привело к тому, что ему пришлось на постоянной основе заняться организационной и изобретательской деятельностью. В течение первого года И. С. Волынский создал в рамках института один из первых в стране кабинетов минераграфии, где начал систематические исследования по усовершенствованию оптических приборов и методов количественно точного изучения рудных минералов. В разное время им были разработаны новые конструкции минераграфической аппаратуры: поляризационный опак-иллюминатор Волынского-Аршинова, кабинетный рудный микроскоп, полевой рудный микроскоп, установка светофильтра дневного света в выдвижной пластинке анализатора, жёлтый светофильтр для визуальной количественной оценки отражательной способности, установка с фотоэлементом для измерения отражательной способности, устройство для измерения электропроводности минералов под микроскопом и многие другие. Некоторые из его изобретений и приборов экспонировались на выставке приборов XVII Международного геологического конгресса в 1937 г. Также И. С. Волынский разработал методику и вошедшие в широкую практику специальные приспособления (прессформы и бюгель) для брикетирования порошкообразных материалов в пластмассах, в том числе, зубопротезном цементе, полистироле и стирокриле. Способом Волынского можно было брикетировать крайне незначительные порции материала и даже единичные минеральные зёрна.:7
Однако техническое изобретательство не только не было основной деятельностью, но скорее представляло собой вынужденные вспомогательные работы ради возможно более эффективного осуществления главной цели: систематических минералогических исследований руд, усовершенствования методов диагностики минералов в отражённом свете и приложение этих методов к методике исследования продуктов механической и термической переработки руд (техническая минераграфия). С первых лет научной и педагогической деятельности Волынский неизменно выступал с публичной критикой общепринятых на тот момент, однако весьма несовершенных и принципиально устаревших приёмов диагностического травления, и широко пропагандировал новые оптические методы, внося в них оригинальные усовершенствования. На основании педагогического и исследовательского опыта И. С. Волынский составил свой главный научный труд, — методическое руководство по определению рудных минералов под микроскопом, первые два тома которого были изданы в 1947 году, а третий — в 1949. Работа в целом выполнила важнейшую роль восполнения отсутствующего на тот момент практического руководства для минераграфических лабораторий научно-исследовательских учреждений и горнорудных предприятий, а также лучшего для своего времени учебного пособия по минераграфии для специальных геологических, горнотехнических и металлургических учебных заведений.:7
Позднейшие научные изыскания И. С. Волынского в полной мере определяются его ранними методическими работами, являясь их прямым продолжением. Его исследования 1950-х годов направлены на выяснение конкретных связей между отдельными оптическими свойствами минералов и использование в минераграфии приёмов точного количественного определения оптических постоянных вместо устаревших качественных данных. В 1955 году впервые в мировой литературе он поставил вопрос о взаимозависимости целого ряда оптических констант минералов: отражательной способности, цве́та в отражённом свете, а также силы и цвета внутренних рефлексов, посвятив этому системному вопросу отдельную обширную статью «О взаимозависимости оптических свойств рудных минералов». Кроме того, в этой работе чётко поставлен вопрос о принципиальном недостатке общих сведений об оптических свойствах рудных минералов, а также обоснован вытекающий из этой проблемы вывод о том, что дальнейшее развитие методики возможно лишь по пути разработки количественных приёмов. Впервые установленная Волынским взаимозависимость ряда оптических свойств минералов в отражённом свете и проведённая на её основе разработка методов количественного определения главных констант сообщили минераграфической методике отсутствовавшие в ней ранее строгую научную обоснованность, стройность системы и полноту.:8

Из числа различных начинаний в области количественных определений в микроскопии отражённого света наиболее перспективным Игорь Сергеевич считал методическое направление Ж. Орселя, неоднократно подчеркивая, что относит себя к его ученикам. Главное преимущество этого направления, по его мнению, — возможность оперирования простыми оптическими понятиями и явлениями, поддающимися прямому наблюдению. Подобно Ж. Орселю, главной ведущей константой при определении минералов в отражённом свете Игорь Сергеевич считал отражательную способность, положив её в основу разработанной им ещё в 1934 г. систематики минералов. Как подчеркнуто в статье, напечатанной в трудах ВИМСа в 1955 г., такая система наглядно выявляет существование взаимозависимости, установленной им между многими оптическими свойствам минералов.:8— М. С. Безсмертная, «О научно-исследовательской и педагогической деятельности Игоря Сергеевича Волынского», 1965
Ещё одно направление деятельности И. С. Волынского — его педагогическая работа, определившая известность его имени в кругах геологов и минералогов-практиков. С неизменной готовностью он делился как теоретическими, так и практическими знаниями и никогда не отказывал геологам в конкретных консультациях по насущным проблемам в определении «трудных» минералов. В 1932-1958 годах, сначала в качестве доцента, а потом профессора он систематически читал лекции и проводил занятия по курсу минераграфии для аспирантов и студентов геологического, обогатительного и технологического факультетов Института цветных металлов и золота им. М. И. Калинина и на курсах повышения квалификации специалистов территориальных управлений. За четверть века И. С. Волынским была фактически создана новая школа советских минерографов, владеющих новыми тонкими методами исследования рудного вещества.:10

## Научные публикации
- Волынский И. С. Материалы по оценке рудоносности крутых контактов месторождений Турьинских медных рудников. — Труды Уральского геолого-разведочного треста, 1932 г.
- Волынский И. С. Краткое руководство по минералогическому анализу с помощью пуш-интегратора. — Труды Института прикладной минералогии, 1934 г.
- Волынский И. С. Метод частичного количественного минералогического анализа. В тринадцатом сборнике: Методические работы по минералогическому исследованию руд в отраженном свете, ОНТИ, 1936 г.
- Волынский И. С. Измерение отражательной способности рудных минералов с помощью фотоэлемента (реферативный перевод с французского работ Ж. Орселя[фр.] и др.). В сборнике: Методические работы по минералогическому исследованию руд в отраженном свете, ОНТИ, 1936 г.
- Волынский И. С. Структурно-минералогическая характеристика руд месторождения Ак-Тюс. — М.: Цветные металлы, № 3, 1937 г.
- Волынский И. С. Система таблиц-решёток для определения рудных минералов в полированных шлифах. — Известия АН СССР, серия геология, № 3, 1939 г.
- Волынский И. С. Вюртцит. В сборнике: Минералы СССР. — М.: Изд. АН СССР, 1940 г.
- Волынский И. С. Усовершенствование метода микроскопического определения рудных минералов по их физическим признакам. — Труды МИЦМиЗ, № 13, 1947 г.
- Волынский И. С. К постановке минераграфических исследований на рудниках. — М.: Труды МИЦМиЗ, № 19, 1947 г.
- Волынский И. С. Наблюдение прозрачных минералов в полированных шлифах. — М.: Советская геология, № 25, 1947 г.
- Волынский И. С. Графическая интерпретация эффекта анизотропии в отраженном свете при скрещенных николях. — М.: Советская геология, № 27, 1947 г.
- Волынский И. С. Определение рудных минералов под микроскопом. В трёх томах.

- Том 1. Методическое руководство. Госгеолиздат, 1947 г.
- Том 2. Определитель. Госгеолиздат, 1947 г.
- Том 3. Описание минералов. Госгеолиздат, 1949 г.

- Волынский И. С. Оптические исследования, химические и электрические методы испытаний (пер. с английского). В справочнике по обогащению полезных ископаемых, том IV, раздел XIX. — М.: Металлургиздат, 1950 г.
- Волынский И. С. Техника микроскопического исследования порошкообразных материалов. — Заводская лаборатория, № 3, 1951 г.
- Волынский И. С. О прикладных минералогических исследованиях при обогащении руд и в металлургии. — Труды МИЦМиЗ, вып. 21, 1952 г.
- Волынский И. С. О взаимозависимости оптических свойств рудных минералов. В сборнике: Исследование минерального сырья. Госгеолтехиздат, 1955 г.
- Волынский И. С., Севрюков Н. Н. Сульфиды олова. — Общая химия, 25, выпуск 13, 1955 г.
- Волынский И. С. К методике измерения оптических постоянных рудных минералов.— Труды ИМГРЭ, вып. 3, 1959 г.
- Волынский И. С., Логинова Л. А. Сравнительная количественная характеристика оптических постоянных некоторых «розовых» сульфидов. — Труды ИМГРЭ, вып. 6, 1961 г.
- Волынский И. С. Измерение оптических постоянных рудных минералов с помощью фотометрического окуляра (ОКФ-1). — М.: Изд-во АН СССР, 1963 г.
- Волынский И. С., Безсмертная М. С. Об эталонах рудных минералов и некоторых новых методах исследования микровключений. В сборнике: Экспериментально-методические исследования рудных минералов. — Наука, 1965 г.

## Изобретения и технические усовершенствования
- Поляризационное приспособление к опак-иллюминатору из поляризующей свет пленки (в соавторстве с В. В. Аршиновым). Изобретение № 59 685, 1938 г.
- Стационарный рудный микроскоп. Техническое усовершенствование, 1939 г.
- Дорожный (полевой) минераграфический микроскоп. Техническое усовершенствование, 1939 г.
- Компаратор к объективу микроскопа. Изобретение № 4008, 1941 г.
- Приспособление к фотоаппарату для макро- и микрофотометрирования. Изобретение № 62 477, 1944 г.
- Фотометрический окуляр. Заявка на изобретение, 1947 г.